# Zoo de Blackpool
Le Zoo de Blackpool est un parc zoologique anglais situé dans le Lancashire. Il abrite plus de 1 500 animaux. Ouvert en 1972, il s'étend sur 13 hectares près du bord de mer. Il est la propriété de la multinationale espagnole Parques Reunidos, dont le principal actionnaire est le fonds d'investissement britannique Arle Capital Partners.

## Collection
Le zoo héberge dans le « pavillon aux éléphants et reptiles » des éléphants d'Asie, des caïmans, des anacondas verts, des piranhas à ventre rouge, des crotales diamantin.
Dans l'enclos « Gorilla Mountain » il y a cinq gorilles des plaines de l'ouest, dans le secteur « Bois aux lémuriens », il y a trois espèces de lémuriens, le lémur catta, le lémur à front rouge, le vari rouge.
L'enclos « Amazonia » héberge des Saïmiris, des Sakis à face blanche, des Tamarins de Goeldi.

L'enclos des hauteurs abrite six girafes et trois antilopes Blesbok. Il y a deux enclos réservés aux fauves le premier avec quatre lions d'Afrique, et le deuxième avec un tigre de Sibérie nommé Zambar. Outre un « safari aux dinosaures », une ferme pour enfants, un parcours à kangourous et wallabies, un bassin pour lions de mer et un autre bassin pour manchots de Magellan, Le zoo possède un train miniature.

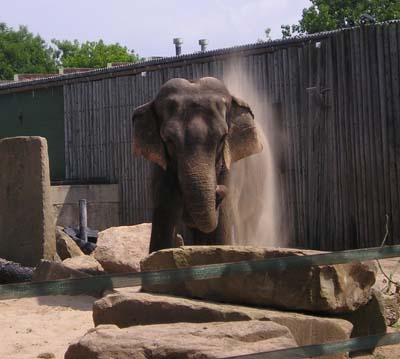
Un éléphant d'Asie
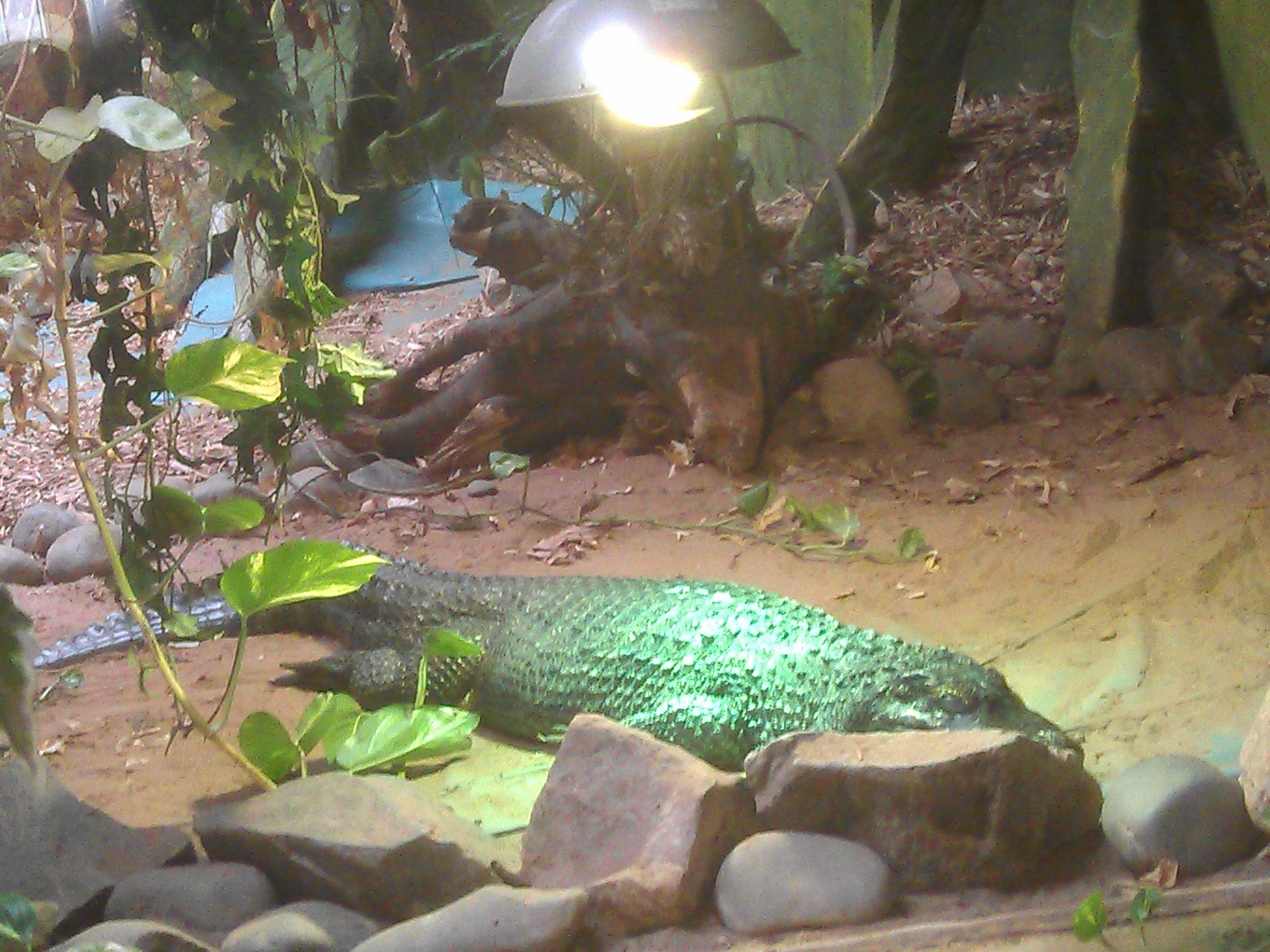
Un caïman
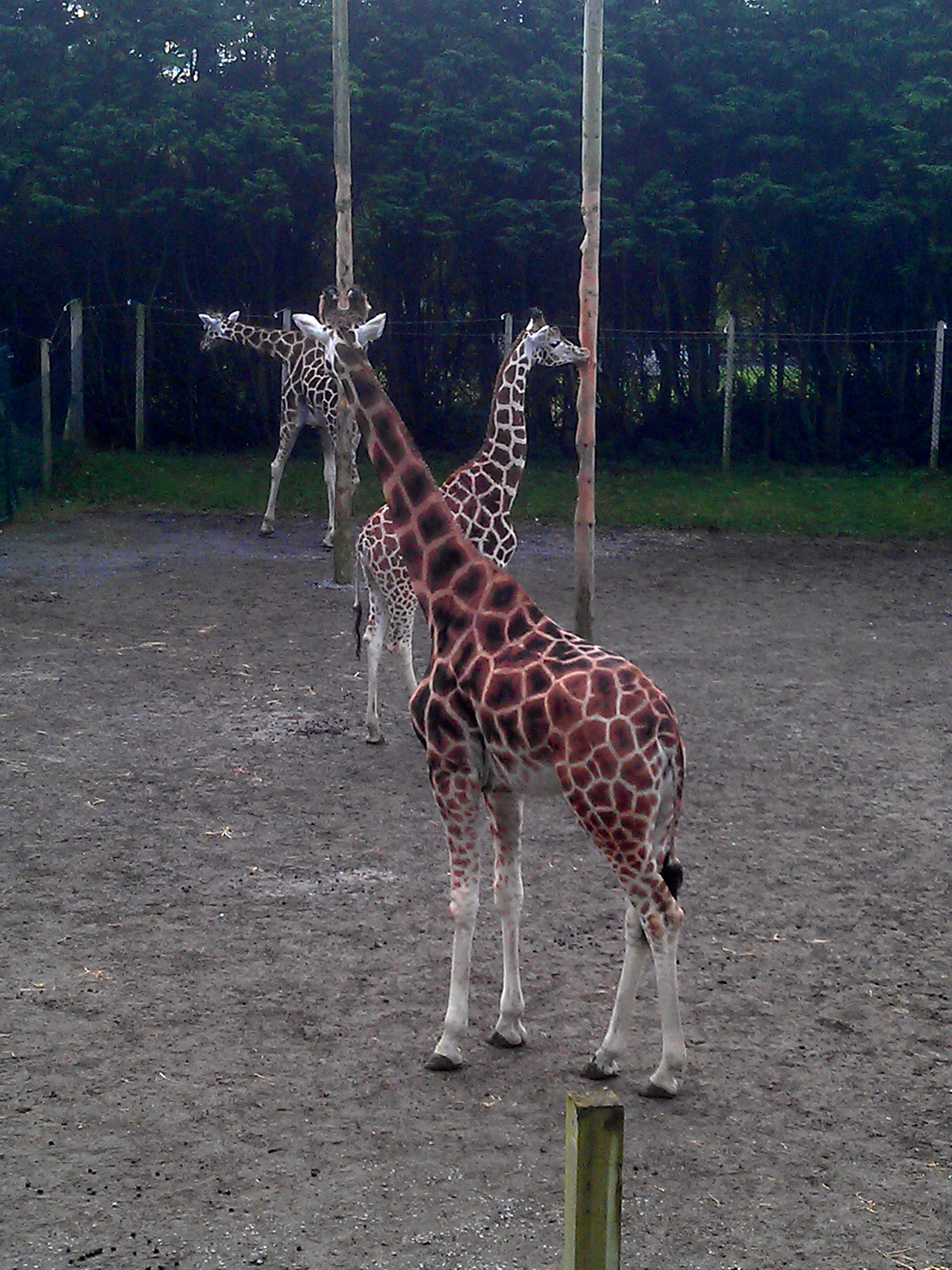
Girafes
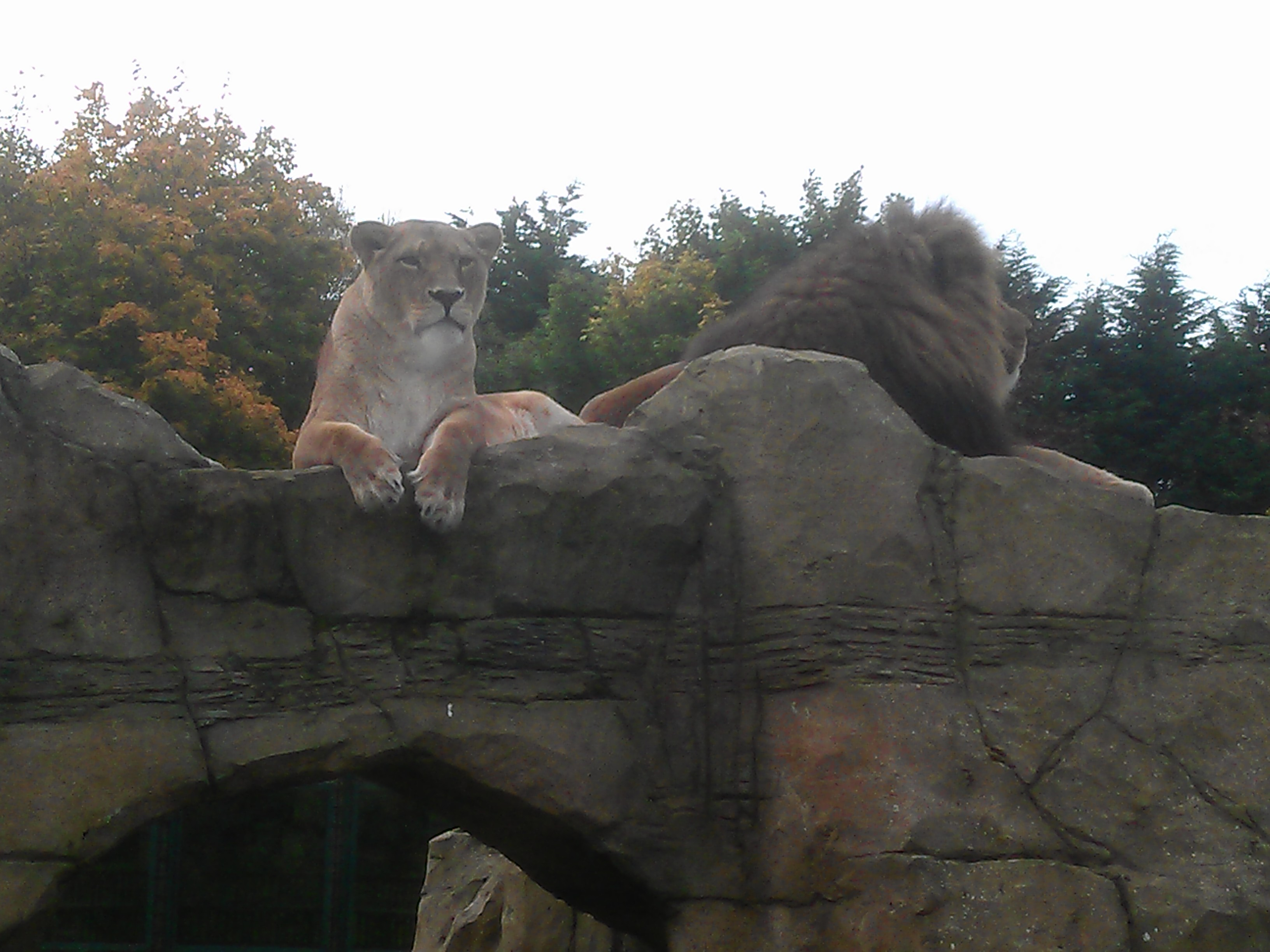
Lions d'Afrique
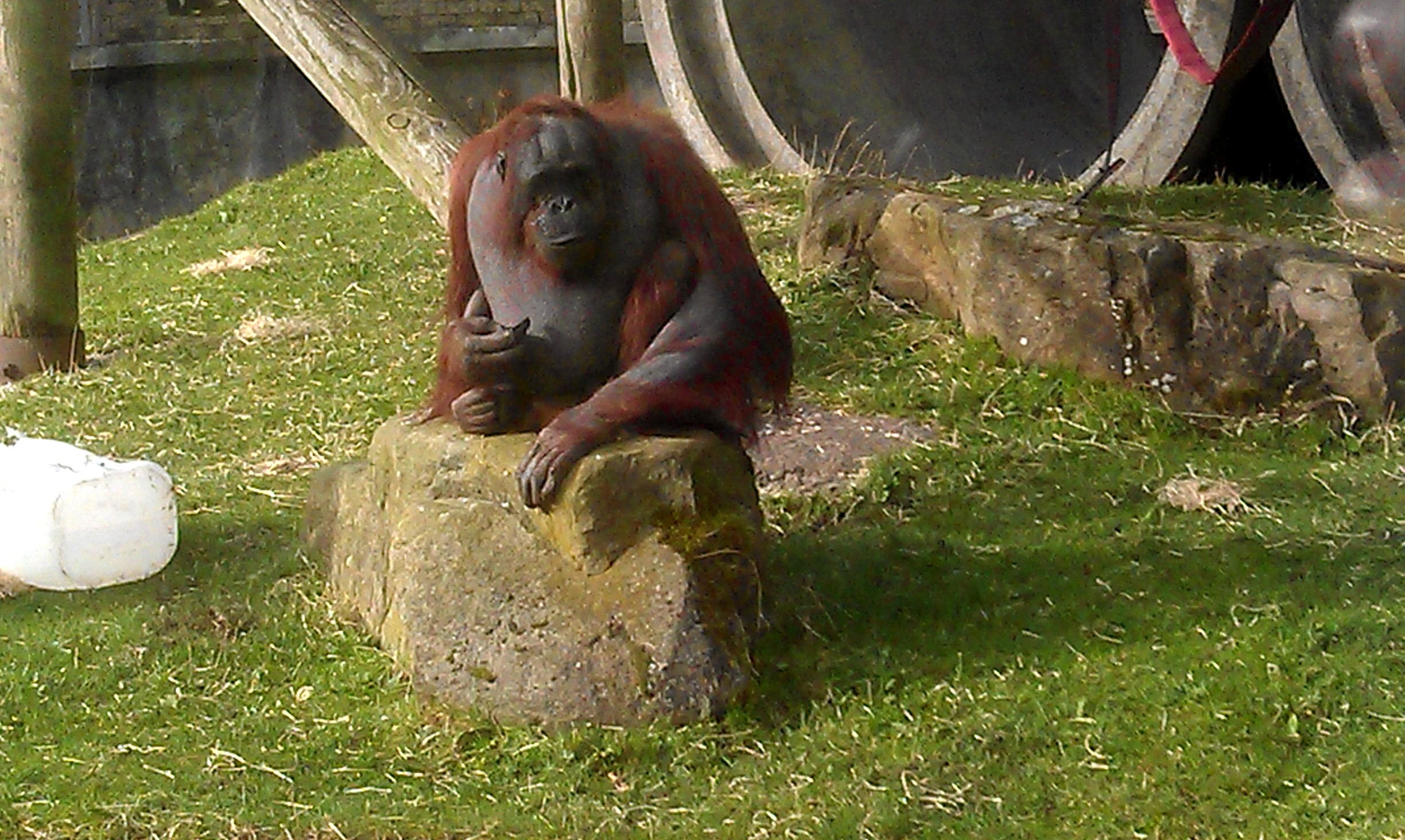
Orang-outan
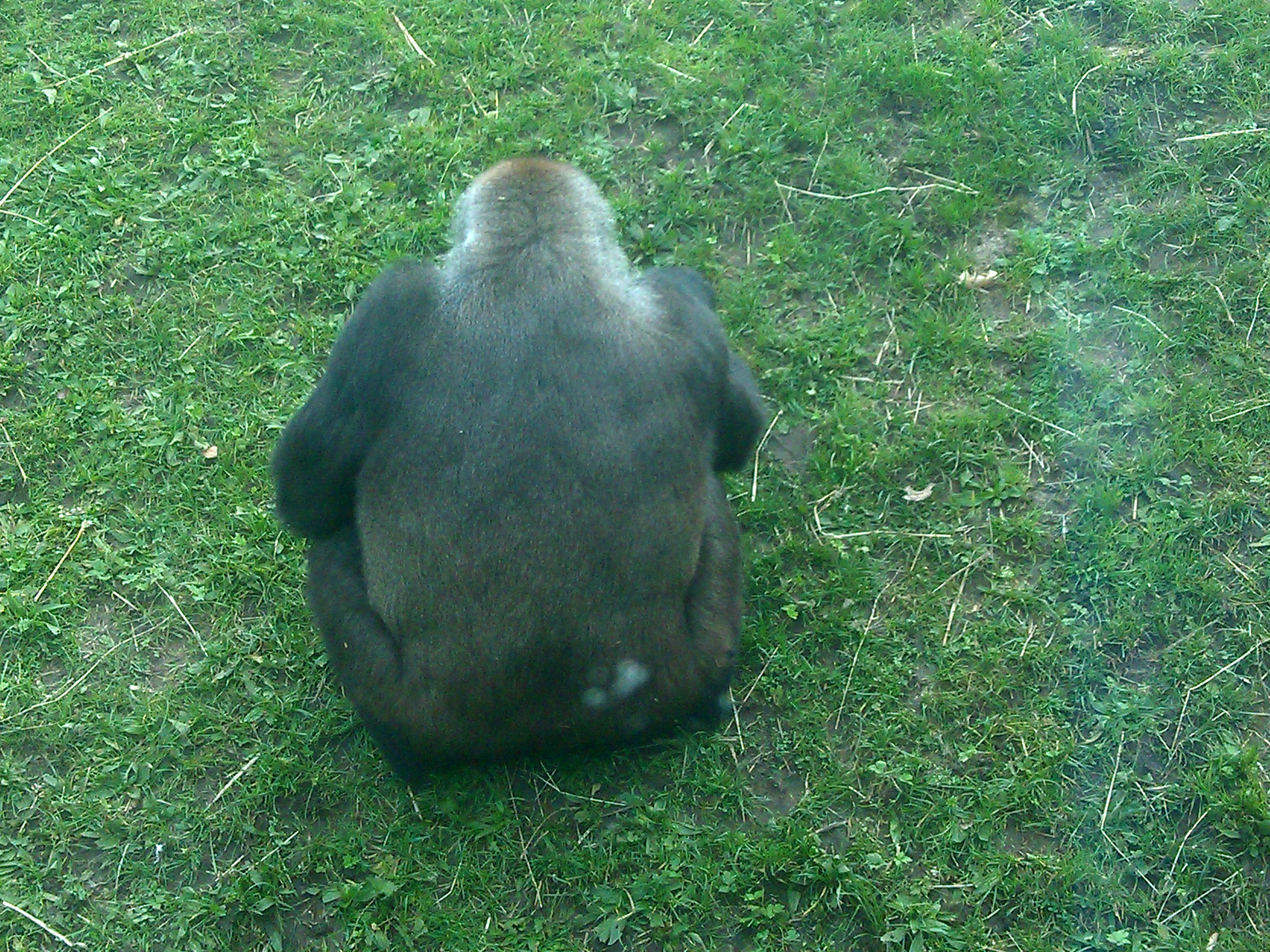
Gorille à dos argenté
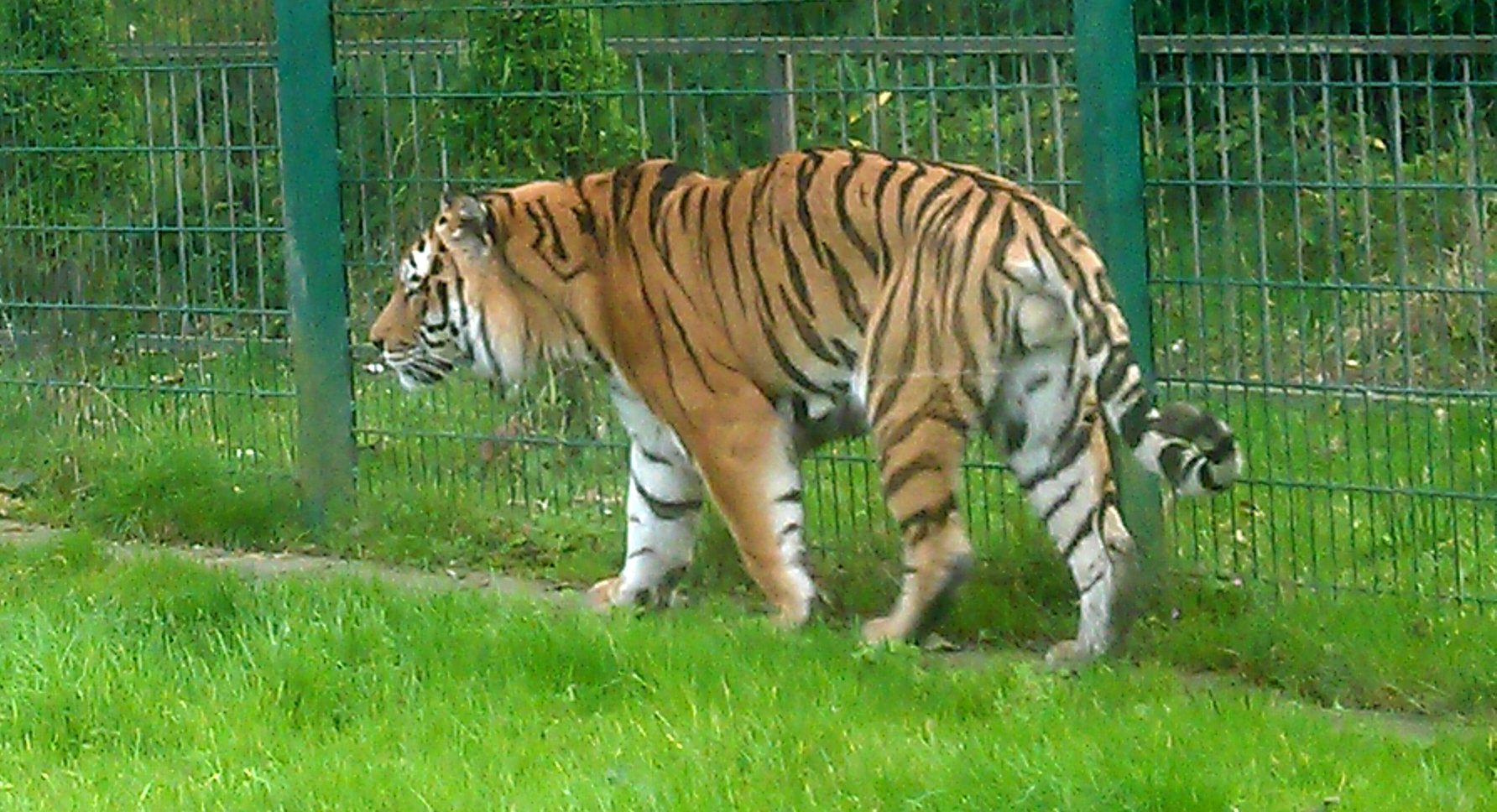
Tigre de Sibérie
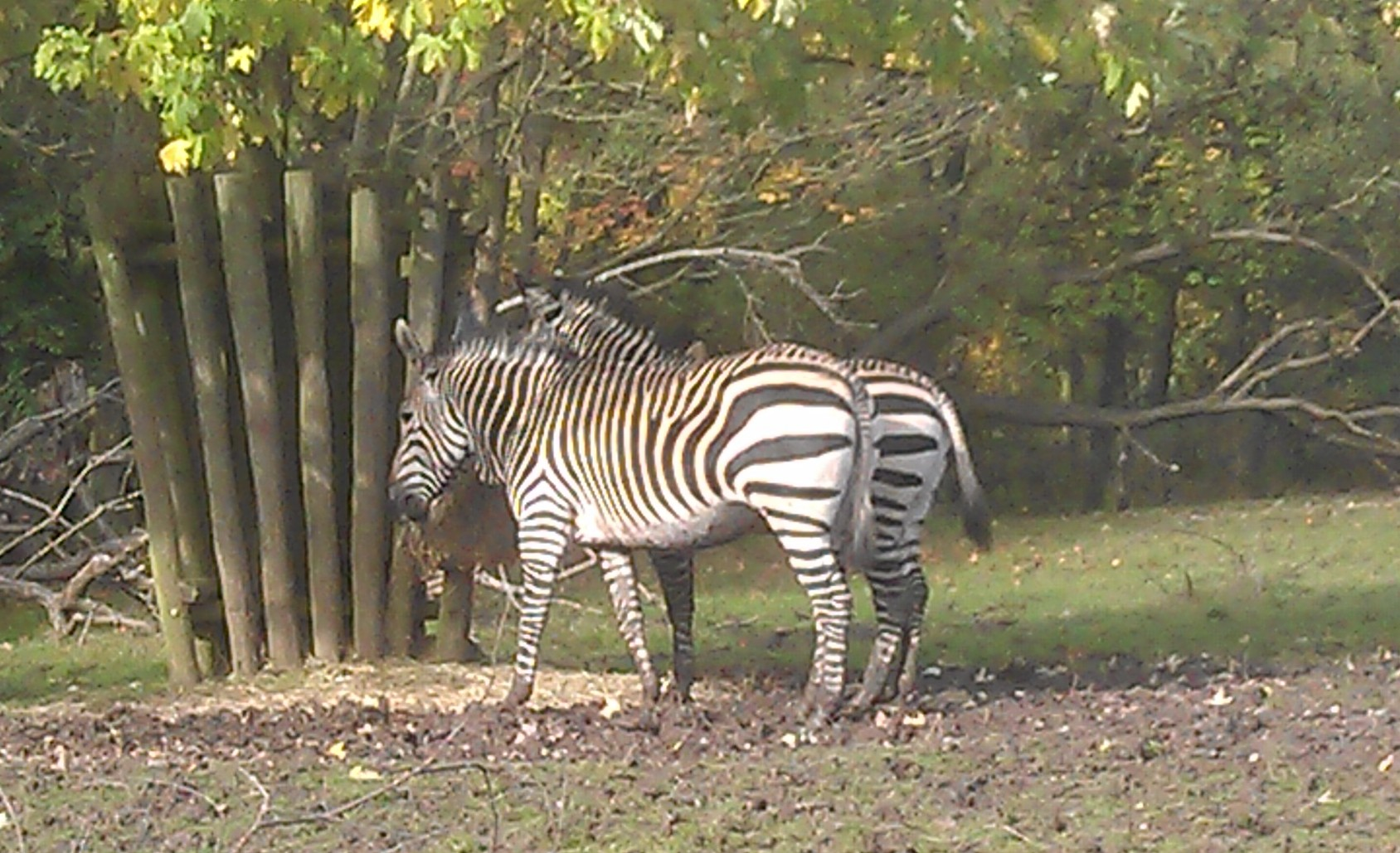
Zèbres
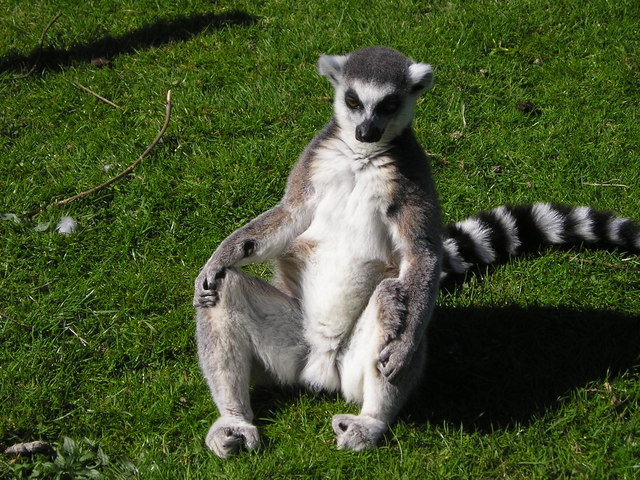
un lémurien
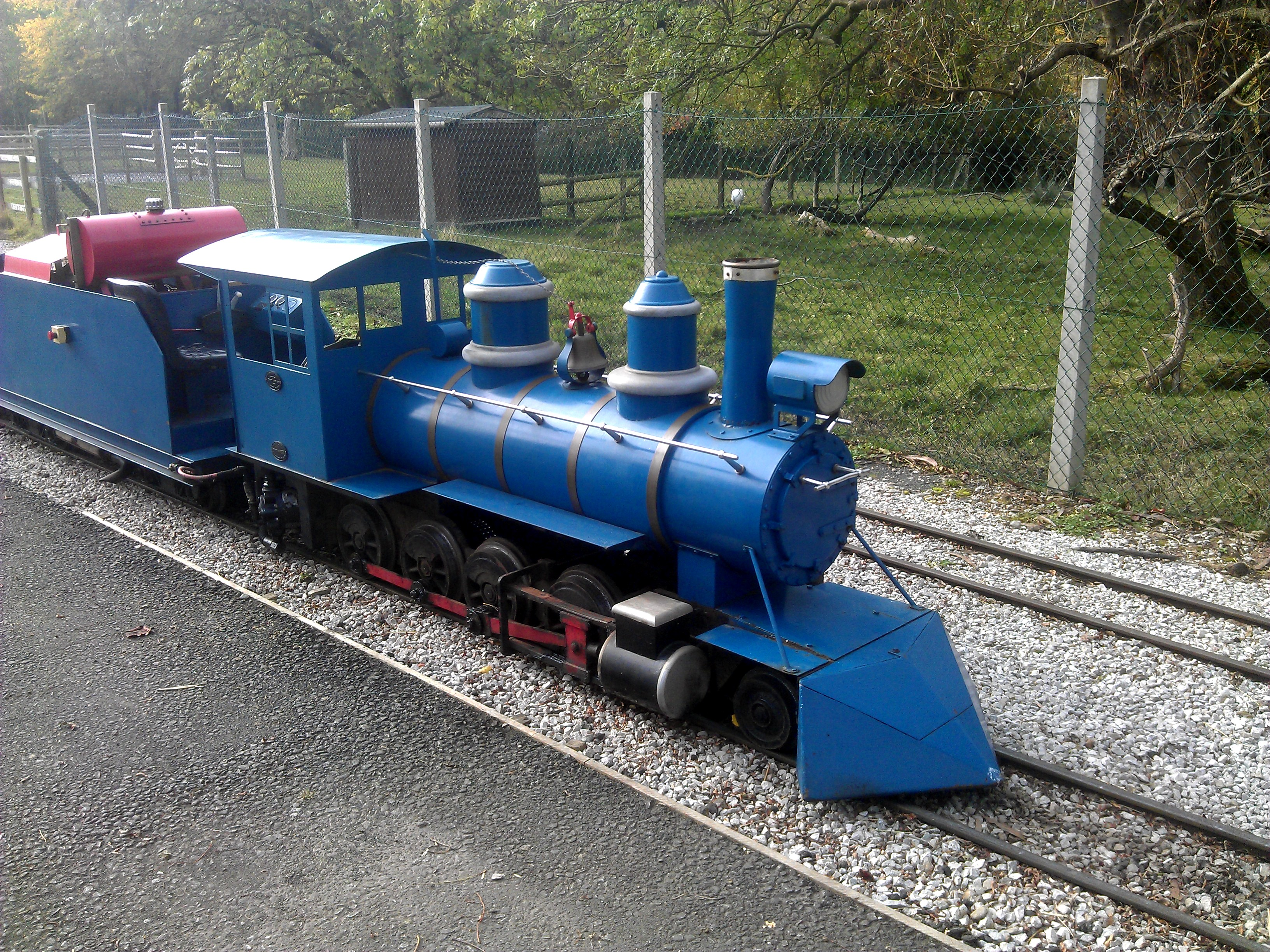
Le train miniature du zoo de Blackpool